# Jakob Turk
Jakob Turk, slovenski inženir kemije, agrokemik in strokovnjak za travništvo, * 2. julij 1872, Novi Kot, † 19. oktober 1935, Ljubljana.

## Življenje in delo
Turk je osnovno  šolo obiskoval v Dragi in v Kočevju, višjo realko v Ljubljani (1886–1893). Na Tehniški visoki šoli na Dunaju je študiral kemijo (1893–1899) in 1899 diplomiral kot prvi slovenski inženir kemije. Nekaj let je služboval v tovarni sode v Petrovicah u Karviné (Češka). V letih 1903−1935 je delal na Kmetijski poskusni in kontrolni postaji v Ljubljani, od 1911 dalje kot direktor. Na ljubljanski univerzi je honorarno predaval anorgansko kemijsko tehnologijo. Raziskoval je postopke za pridobivanje enostavnih in sestavljenih gnojil, organiziral gnojilne poskuse po Sloveniji, bil inovator v izdelavi hranilnih mešanic in med drugim patentiral postopek za t. i. obrezpraševanje gnojilnih fosfatov in fosfatonosnih gnojilnih snovi, ter obsežno analiziral zemljo, pridelke in izdelke živilske industrije. Prvi na Slovenskem je preučeval stopnjo in vzroke onesnaženosti Save ter o tem pisal strokovne članke. Napisal je knjigi Travništvo I-II 81924,1925) in Pašništvo (1939).